# Gambero

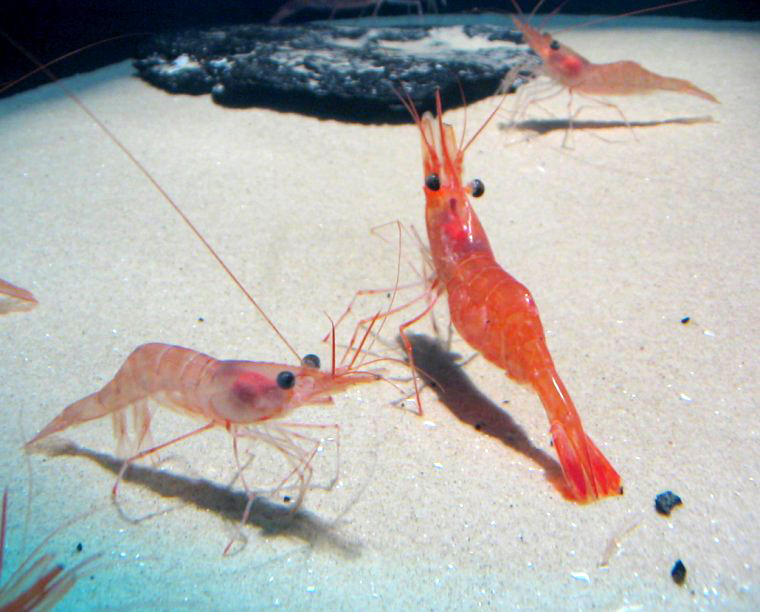
Pandalus borealis

Il nome volgare gambero identifica varie specie di crostacei acquatici appartenenti prevalentemente all'ordine dei Decapodi (Astacidea, Penaeoidea, Caridea ecc.) e marginalmente agli ordini degli Eufausiacei (krill), degli Stomatopodi (canocchie), dei Misidacei e degli Anfipodi.

## Etimologia
Il termine "gambero" viene utilizzato per indicare sia le specie marine sia quelle d'acqua dolce (p.es. famiglia Astacidae).
Comunemente vengono chiamati "gamberi" o "gamberetti" i rappresentanti dei generi Alpheus, Crangon, Heteropenaeus, Palaemon, Parapenaeus, Penaeus e Periclimenes. Sono detti comunemente "gamberi rossi" le due specie marine Aristeus antennatus e Aristaeomorpha foliacea, raramente Aristaeopsis edwardsiana.
In Italia, la normativa legale specifica quali sono i casi in cui si può usare in commercio la dizione "gambero" senza aggettivi (Solenocera membranacea), in quali si può usare la dizione "gambero" seguita da un aggettivo (p.es. Gambero grigio, Crangon crangon, gambero rosso, Aristaeomorpha foliacea), in quali "gamberetto" (p.es. Palaemon elegans) o "gamberone" (p.es. Metapenaeus intermedius) e infine in quali è obbligatorio usare altri termini (p.es. Penaeus kerathurus = "mazzancolla" e non "gambero", anche se in Sicilia viene chiamata popolarmente "gambero barbuto" o "gambero imperiale").

## Descrizione
I gamberi si distinguono a prima vista dai granchi, che sono pure crostacei decapodi, per il corpo allungato.
Il corpo dei gamberi è suddiviso in tre parti: capo, torace, addome.
Il capo presenta l'antenna, l'antennula, due mascelle e una mandibola.
Nel torace sono presenti cinque appendici ambulacrali più tre paia di appendici modificate a massillipedi. Tre paia di questi, muniti di chele, sono utilizzati per il nutrimento.
Infine nell'addome sono presenti sei paia di appendici che non hanno funzione ambulacrale, ma rappresentano invece appendici atte al movimento dell'acqua in avanti. In questo modo l'acqua viene spinta in avanti e fatta filtrare nelle branchie che si trovano su una parte delle appendici biramose del torace.

## Abitudini
Conducono un'esistenza prevalentemente notturna.
Cacciano con l'ausilio delle appendici frontali (le chele) e individuano la preda grazie alle antenne che percepiscono le vibrazioni e forniscono un'identificazione della preda.

## Riproduzione
La femmina non può accoppiarsi prima della muta del carapace, generalmente tre volte l'anno.
La quantità di uova prodotte varia a seconda dell'età della femmina. Una volta fecondate, le uova rimangono sospese sull'addome fino alla schiusa, che varia da qualche settimana a qualche mese in relazione alla temperatura dell'acqua.

## Usi alimentari
Vengono venduti sia freschi (più costosi) sia  surgelati e scongelati (più economici). Si possono preparare in varie ricette, ma generalmente previa cottura per ragioni culinarie, igieniche, nonché per facilitare l'eliminazione della corazza.

## Galleria d'immagini

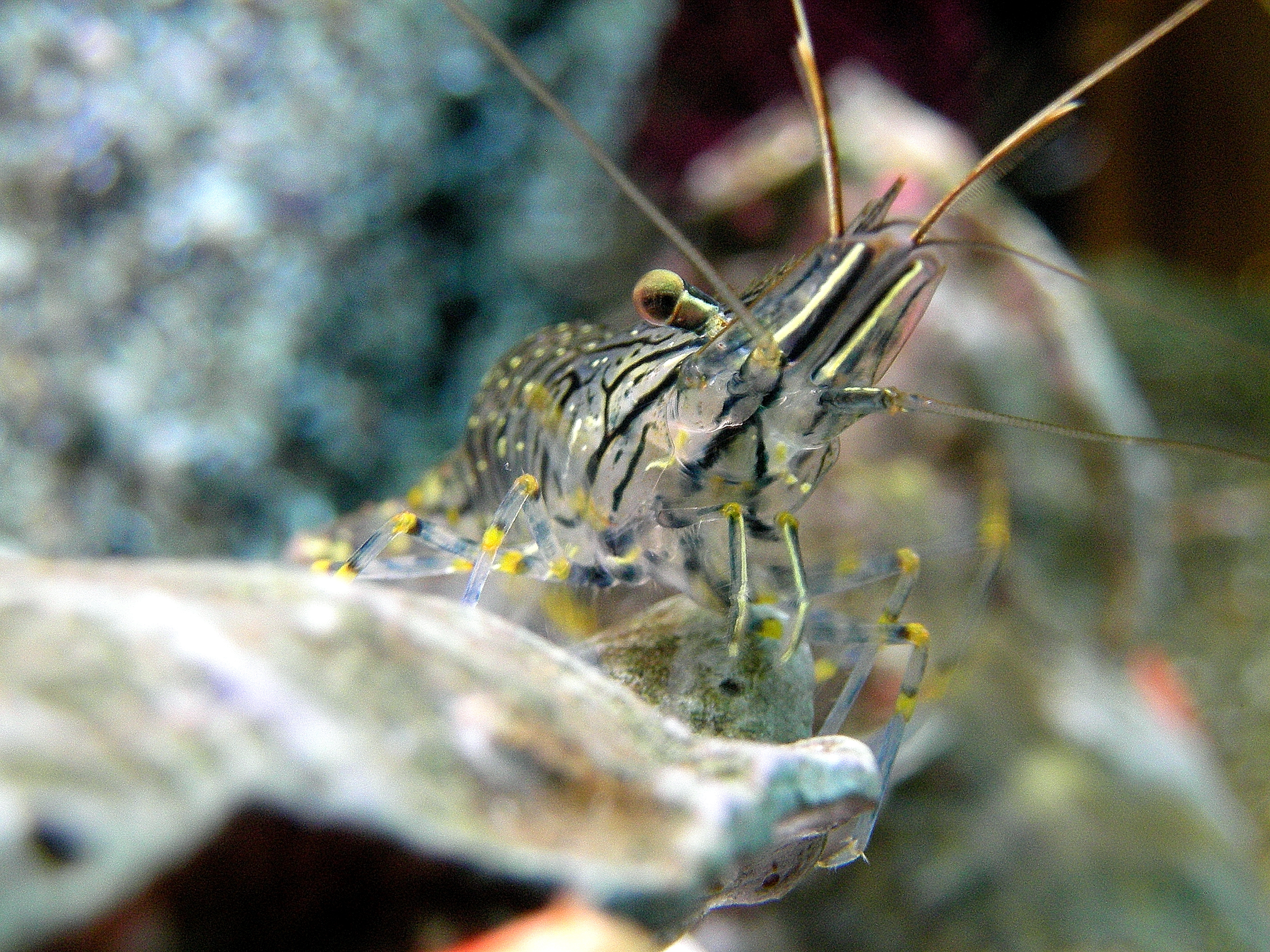
Palaemon elegans
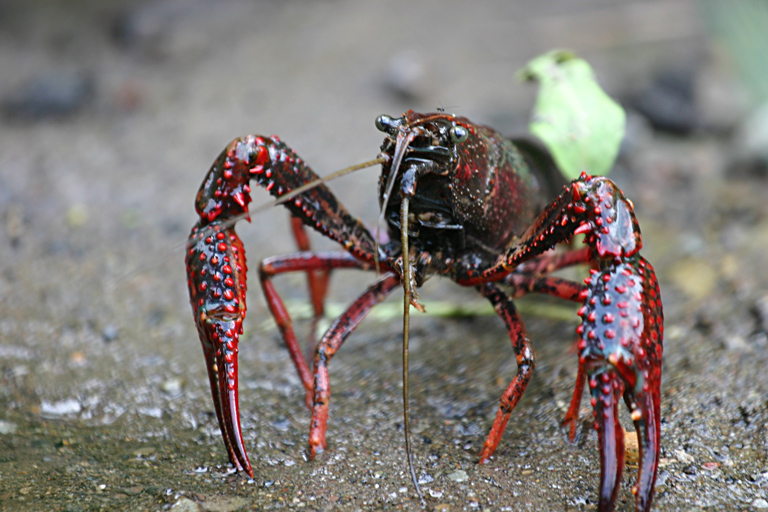
Gambero rosso della Louisiana
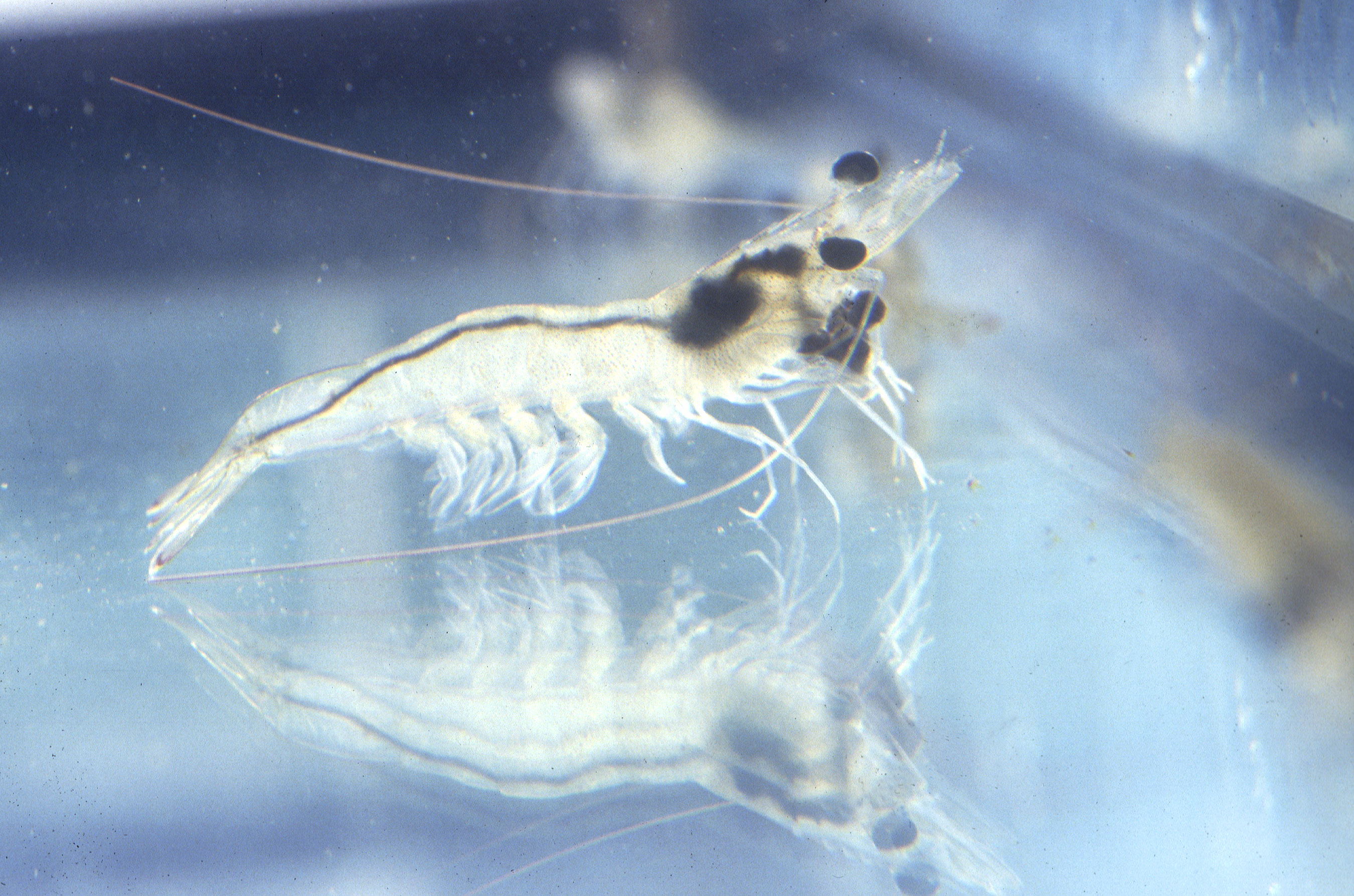
Litopenaeus vannamei
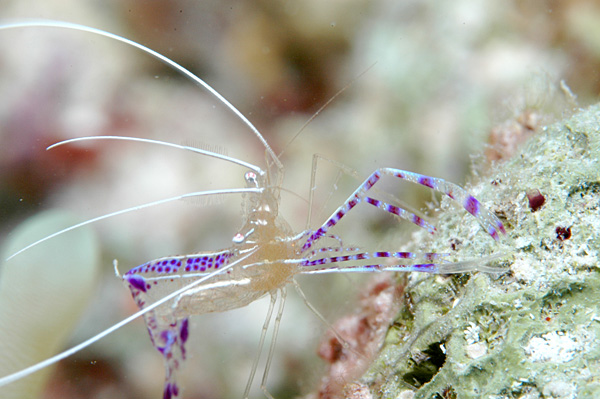
Ancylomenes pedersoni
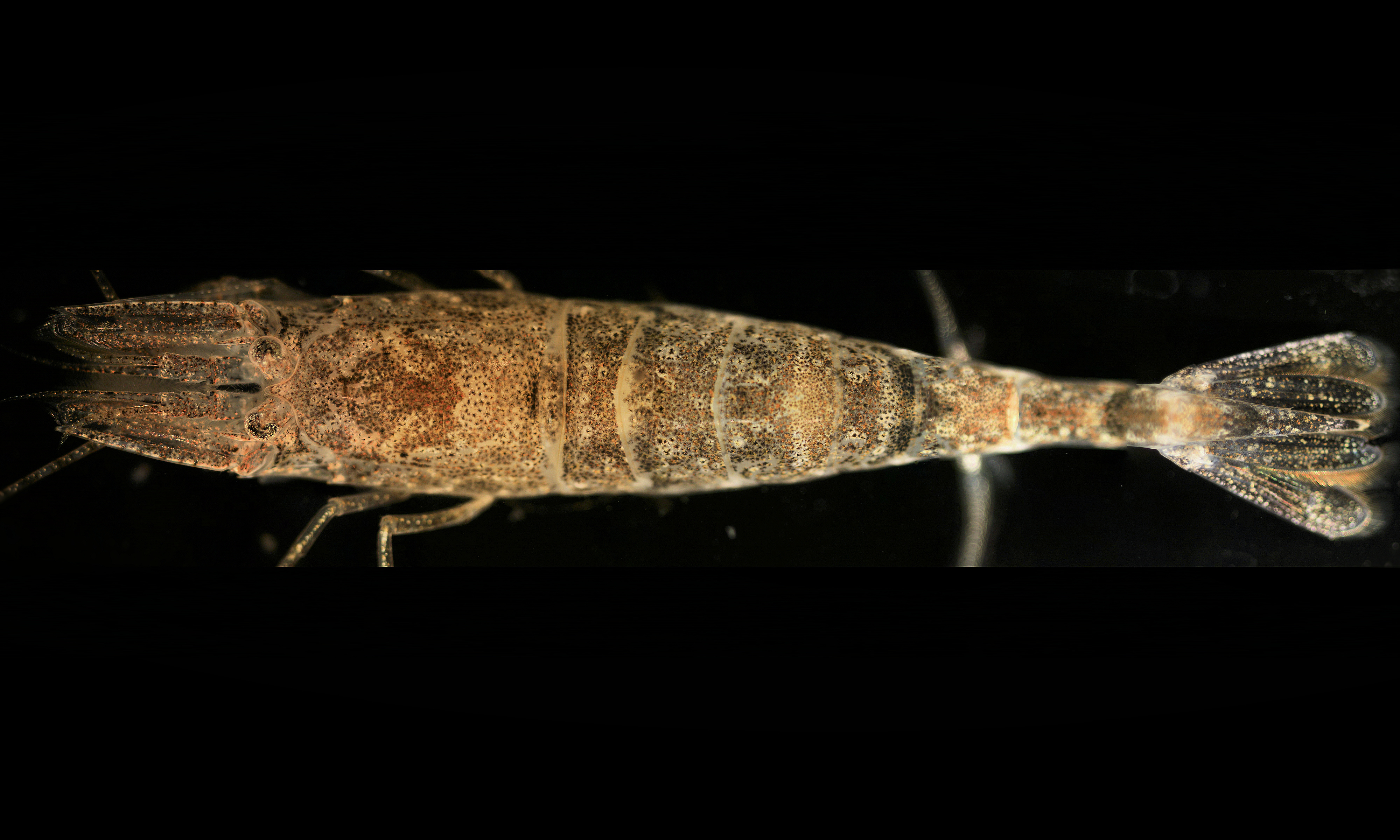
Gambero grigio
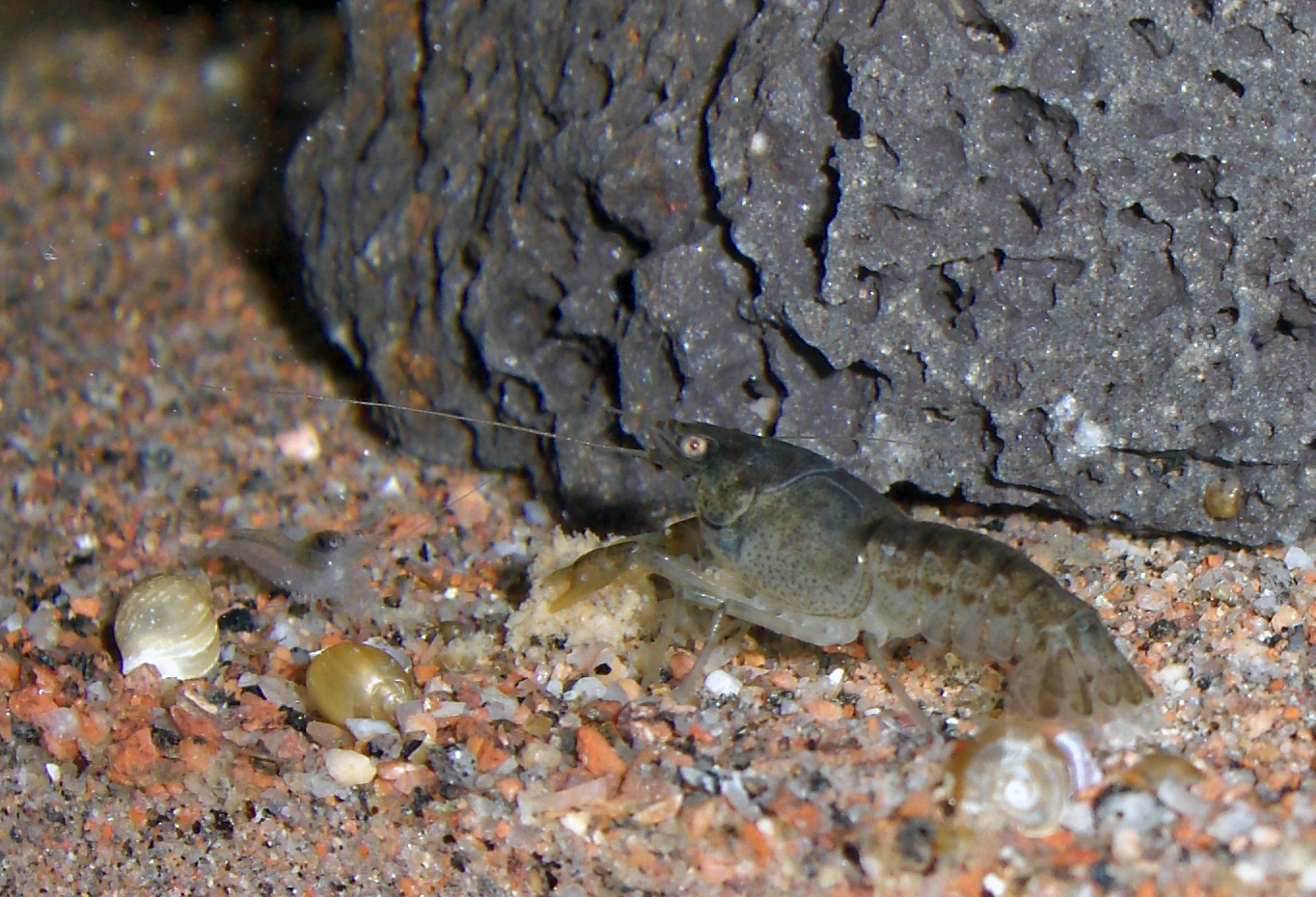
Cambarellus patzcuarensis